# Lycée d'Arts de Séoul
 (février 2021).
La mise en forme du texte ne suit pas les recommandations de Wikipédia : il faut le « wikifier ».
Les points d'amélioration suivants sont les cas les plus fréquents. Le détail des points à revoir est peut-être précisé sur la page de discussion.
- Les titres sont pré-formatés par le logiciel. Ils ne sont ni en capitales, ni en gras.
- Le texte ne doit pas être écrit en capitales (les noms de famille non plus), ni en gras, ni en italique, ni en « petit »…
- Le gras n'est utilisé que pour surligner le titre de l'article dans l'introduction, une seule fois.
- L'italique est rarement utilisé : mots en langue étrangère, titres d'œuvres, noms de bateaux, etc.
- Les citations ne sont pas en italique mais en corps de texte normal. Elles sont entourées par des guillemets français : « et ».
- Les listes à puces sont à éviter, des paragraphes rédigés étant largement préférés. Les tableaux sont à réserver à la présentation de données structurées (résultats, etc.).
- Les appels de note de bas de page (petits chiffres en exposant, introduits par l'outil «  Source ») sont à placer entre la fin de phrase et le point final[comme ça].
- Les liens internes (vers d'autres articles de Wikipédia) sont à choisir avec parcimonie. Créez des liens vers des articles approfondissant le sujet. Les termes génériques sans rapport avec le sujet sont à éviter, ainsi que les répétitions de liens vers un même terme.
- Les liens externes sont à placer uniquement dans une section « Liens externes », à la fin de l'article. Ces liens sont à choisir avec parcimonie suivant les règles définies. Si un lien sert de source à l'article, son insertion dans le texte est à faire par les notes de bas de page.
- La présentation des références doit suivre les conventions bibliographiques. Il est recommandé d'utiliser les modèles {{Ouvrage}}, {{Chapitre}}, {{Article}}, {{Lien web}} et/ou {{Bibliographie}}. Le mode d'édition visuel peut mettre en forme automatiquement les références.
- Insérer une infobox (cadre d'informations à droite) n'est pas obligatoire pour parachever la mise en page.

Pour une aide détaillée, merci de consulter Aide:Wikification.
Si vous pensez que ces points ont été résolus, vous pouvez retirer ce bandeau et améliorer la mise en forme d'un autre article.
Le Lycée d'Arts de Séoul (Hangeul : 서울 예술 고등학교), également connu sous l'abréviation Yego (Hangeul : 예고) est un lycée privé situé à Pyeongchang-dong, Jongno-gu, Séoul.

## Histoire
L'école est fondée le 21 mars 1953 sous le nom de Lycée d'Art d'Ewha par la Fondation scolaire de Yooha, qui est ensuite rebaptisée Fondation Scolaire de Ewha, et est la même fondation qui gère le Lycée de filles d'Ewha et ses autres écoles subordonnées. À l'origine, financée par le gouvernement, l'école obtient le statut d'école privée à compter de l'année scolaire 2003-2004. L'école organise une exposition spéciale en 2013 pour célébrer son 50e anniversaire. Le directeur actuel, Gum Nan-se (금난새), a été nommé en 2014 et est le huitième directeur de l'école.

## Niveau académique
Au fil des ans, le lycée s'est forgé la réputation d'une des meilleures écoles du pays pour ses programmes d'art et les résultats de ses élèves aux examens d'entrée à l'université (SAT). Le département de musique a notamment envoyé ses étudiants dans les meilleures écoles de musique du pays, telles que l'École de musique de l'Université nationale de Séoul, ainsi qu'à l'international, comme à la Curtis Institute of Music et la Juilliard School, qui comptent parmi les meilleures écoles de musique au monde.
Le département Art et Danse est également connu pour ses diplômés talentueux. La Seoul Arts High School oblige les étudiants à suivre des matières ordinaires comme leurs pairs dans les lycées ordinaires, en plus des cours spécialisés proposés par les trois départements de danse, d'art, et de musique.

## Anciens élèves notables
- Cho Min-kyu, chanteur et membre du groupe Forestella[8]
- Do-Hyun Kim
- Jin Joo Cho
- Joo Hyun-young
- Lee Joon
- Seong-Jin Cho
- Soyoung Yoon